# Paul Nettelbeck

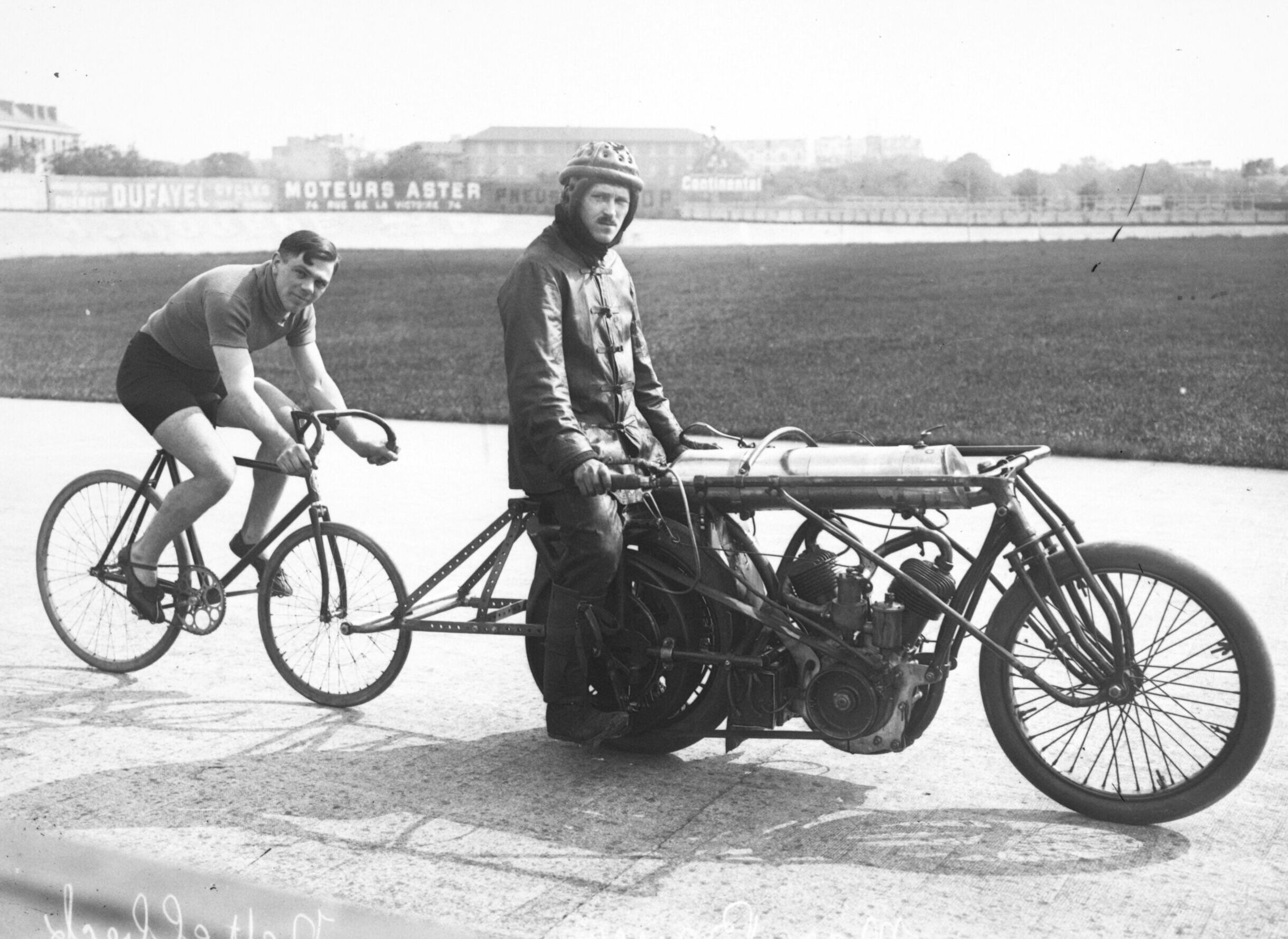
Nettelbeck dérriere Max Bauer, 1913

Franz Paul Nettelbeck, né le 23 avril 1889 à Berlin et mort le 14 juin 1963 à Salzbourg, est un sportif allemand, athlète et coureur sur piste spécialiste du demi-fond. Il a participé à la course de 5 milles aux Jeux olympiques d'été de 1908.

## Biographie
Paul Nettelbeck est né à Berlin. Membre du club sportif SC Charlottenburg, il fait de  la compétition dans plusieurs sports. En plus de l'athlétisme, il pratique le hockey sur glace, le patinage, la natation et le cyclisme.
En juin 1908, Nettelbeck remporte le marathon de Hambourg avec un temps de 3 heures 10 minutes et est champion d'Allemagne du 1500 mètres avec un temps de 4: 22.8 en 1908, deuxieme en 1909.
Nettelbeck ne réussit pas à remporter de médaille aux Jeux olympiques de 1908, où il est éliminé après avoir terminé cinquième de sa série de 5 milles et ne prend pas le départ du marathon, auquel il devait également participer.
En 1912, Nettelbeck participe à l'International Marathon Derby for the World Championship avec les meilleurs coureurs de fond professionnels du monde au Sportpalast de Berlin et se classe deuxième derrière le champion du monde du marathon, le canadien Hans Holmer.
En 1912, Nettelbeck tout en continuant à concourir en athlétisme devient coureur cycliste professionnel de demi-fond, d'abord entrainé par Max Bauer. Avec lui, il remporte une course à Scheveningen, qu'il a lui-même décrite plus tard comme son plus grand succès.
En 1913, il participe aux six jours de Berlin, associé avec Rudle, aux six jours de Hanovre avec Fritz Brehmer, gagne la Roue d'Or d'Erfurt et établit la même année trois records du monde (non officiels) des quatre, cinq et six heures,,. Il participe au match franco-allemand (Sérès, Darragon, Didier vs. Janke, Demke, Nettelbeck) au Parc des Princes,,.
En 1914, il finit troisième du championnat d'Allemagne des stayers. et bat le record de l'heure derrière entraineur à Munich-Milbertshofen, parcourant 102, 358 km mais son record n'est pas homologué par le Verband Deutscher Radrennveranstalter (de) (VDR),.
En 1919, l'année la plus réussie de sa carrière, il est entrainé par Emil Meinhold (de). Ils remportent 22 courses et Nettelbeck devient le deuxième meilleur coureur de demi-fond le mieux payé de la saison derrière Karl Saldow avec un total d'environ 90 000 marks.
En 1927, Nettelbeck est impliqué dans des "courses en équipe", contraire au règlement, malgré les avertissements et la menace de sanctions sévères de la part du comité des sports de la fédération allemande de cyclisme (BDR). Son collègue Erich Vinzelberg les aurait organisées "en partie sous de faux prétextes" et, avec 8 autres coureurs, recommandées à d'autres directeurs de vélodrome. Le BDR ordonne la suspension jusqu'à nouvel ordre de la licence des coureurs suivants : Paul Nettelbeck (Berlin-Wilmersdorf), Erich Abraham (Neukölln), Erich Vinzelberg (Berlin), Adolf Weber (Berlin-Charlottenburg), Otto Michaelis (Magdebourg), Fritz Lähne (Halle an der Saale), Ernst Krahner (Berlin), Gustav Skroblin (Berlin) et Teunus Vermeer (Amsterdam). Le comportement de Vinzelberg, Weber et Nettelbeck quelques semaines plus tôt lors d'une course commune à Prague est décisif pour la sanction.
En 1928, Nettelbeck renonce au demi-fond et devient entraineur,.
Après la fin de sa carrière cycliste, Paul Nettelbeck, écrit deux livres sur sa carrière sportive,, s'installe à Salzbourg avec sa femme et fonde le club cycliste Salzburger Radler 1933.  Après la guerre, il s'occupe de cyclisme artistique et, malgré son âge, apprend lui-même ce sport.

## Palmarès sur piste

### Championnat d'Allemagne
- 3e Championnats d'Allemagne de demi-fond en 1914

### Autres
- 1e Roue d'Or d'Erfurt : 1913
- 1e Grand Prix de Hannovre : 1913[22],[23].
- 2e Grande Roue d'Or d'Olympia : 1914[24]